# Anton Spenling
Anton Spenling (* 26. Jänner 1953 in Hollabrunn) ist ein österreichischer Jurist und Richter. Er war von 2015 bis 2018 Vizepräsident des Obersten Gerichtshofs.

## Leben
Anton Spenling wurde am 26. Jänner 1953 im niederösterreichischen Hollabrunn geboren. Er maturierte 1971 in Mistelbach und begann anschließend das Studium der Rechtswissenschaften an der Rechtswissenschaftlichen Fakultät der Universität Wien. Dort promovierte Spenling im Jahr 1975 zum Doktor der Rechte (Dr. iur.). Nach seinem Studium trat er in den Justizdienst ein und wurde zunächst Richteramtsanwärter, ehe er ab 1979 als Sprengelrichter des Oberlandesgerichts Wien eingesetzt wurde.
Ab 1980 wurde Anton Spenling auf einen fixen Dienstposten als Richter am Landesgericht Wiener Neustadt versetzt. 1993 erfolgte die Beförderung zum Richter am Oberlandesgericht Wien, 1997 zum Richter (Hofrat) am Obersten Gerichtshof, wo er zunächst in den Senaten 8 und 9, zwei Zivilrechtssenaten, tätig war. Im Jahr 2010 übernahm Spenling den Senatsvorsitz im zivilrechtlichen Senat 8, der sich unter anderem sowohl mit Insolvenz- als auch mit Sozial- und Arbeitsrechtssachen beschäftigt. Von 2012 bis 2013 war er zudem Präsident der Obersten Berufungs- und Disziplinarkommission für das richterliche Personal.
Mit 1. Jänner 2015 wurde Spenling gemeinsam mit Elisabeth Lovrek von Bundespräsident Heinz Fischer zum Vizepräsidenten des OGH ernannt. Am 31. Jänner 2018 trat Anton Spenling gemäß § 99 RStDG wegen Erreichens der Altersgrenze von 65 Jahren in den Ruhestand. Seine Nachfolgerin als OGH-Vizepräsident wurde Eva Marek.

## Publikationen
- Arbeits- und Sozialgerichtsgesetz, gemeinsam mit Gerhard Kuras und Sieglinde Tarmann-Prentner, ÖGB-Verlag, Wien 2015, 3. Auflage, ISBN 978-3-7035-1521-7